# ОПЕ1А
ОПЕ1А (Однофазний, Промисловий Електровоз, Автономний) — тяговий агрегат, що складається з промислового електровоза, дизельної секції автономного живлення та одного моторного думпкара. Призначений для роботи на залізницях відкритих гірничих розробок, електрифікованих на однофазному змінному струмі промислової частоти 50 Гц при напрузі контактної мережі 10 кВ, з можливістю автономної роботи зі зниженою потужністю на неелектрифікованих ділянках. Тяговий агрегат виконаний з урахуванням тягового агрегату ОПЭ2, від якого відрізняється наявністю моторної дизельної секції замість однієї з думпкаров.
Тягові агрегати ОПЕ1А випускалися Дніпропетровським електровозобудівним заводом із 1973 по 1988 роки; починаючи з 1988 року по сьогодні завод випускає модернізовану версію ОПЭ1АМ. Згодом заводом також випускатимуть агрегати, що складаються з електровоза та двох моторних думпкарів, аналогічні ОПЕ2. Усього було випущено понад 300 тягових агрегатів, які надійшли на кар'єри різних гірничо-збагачувальних комбінатів Росії (Карельський окатиш, Качканарський ГЗК, Коршунівський ГЗК, Лебединський ГЗК, Стойленський ГЗК, Михайлівський ГЗК), України (Докучаївський флюсо-доломитний комбінат, Інгулецький ГЗК, Північний ГЗК) та Казахстану (Соколовсько-Сарбайське ГЗО).

## Загальна інформація
Тяговий агрегат базової складності формується з електровоза управління, моторної дизельної секції автономного живлення та одного моторного думпкара за схемою електровоз+дизельна секція+думпкар. При необхідності електровоз управління може експлуатуватися як один, так і з однією або двома дизельними секціями або одним або двома думпкарами. Електровоз управління аналогічний електровозу тягового агрегату ОПЕ2, але має відмінності, пов'язані з керуванням автономною секцією. Думпкари уніфіковані з моторними думпкарами тягових агрегатів ОПЕ2, і навіть агрегатів ПЕ2М постійного струму.
Основні параметри для тягового агрегату ОПЕ1А, що складається з електровоза управління, дизельної секції та одного моторного думпкара:
- зчіпна маса - 372±11 т, у тому числі:
  - маса електровоза - 124±3,6 т
  - маса дизельної секції - 124±3,7 т
  - маса вантажного думпкара - 124±3,7 т
  - маса порожнього думпкара - 79±3,7 т

- довжина по осях автозчепів - 50362 мм, у тому числі:
  - довжина електровоза - 19032 мм
  - довжина дизельної секції - 15500 мм.
  - довжина думпкара - 15830 мм

- ширина - 3280 мм
- напруга та рід струму - 10 кВ змінного струму частоти 50 Гц
- потужність дизеля - 1500 к.с.
- загальна годинна потужність ТЕД - 5325 кВт;
- конструкційна швидкість - 65 км/год;
- навантаження на вісь - 31 тс;
- мінімальний радіус прохідних кривих - 80 м.

## Конструкція

### Механічне обладнання

#### Кузов
Кузов електровоза управління тягових агрегатів ОПЕ1А повністю аналогічний ОПЕ2 сконструйований на основі кузова електровозів тягових агрегатів постійного струму серій ПЕ2 і ПЕ2М з незначними відмінностями, зумовленими зовнішньою формою, розмірами та більшою вагою електричного обладнання. Кузов дизельної секції по висоті аналогічний задньому капоту електровоза. Кузов має раму, що складається з двох поздовжніх балок, пов'язаних між собою двома шкворневими балками, буферними брусами, підкабінними балками та балками для встановлення обладнання. Кабіна машиніста двостороння будочного типу, розташована асиметрично в середній частині кузова ближче до передньої сторони електровоза і зроблена ширше за капотні частини кузова. Кузов спирається на два двовісні візки через центральні плоскі опори, а з боку буферних брусів - через бічні опори з гумовими конусами (чотири на електровоз).

#### Візки
Візки тягового агрегату уніфіковані з візками агрегатів ОПЕ2, ПЕ2 та ПЕ2М. До буксів безщелепного типу підвішені балансири, куди через циліндричні пружини спирається з одного боку рама візка, з другого — листова ресора-балансир. Рама візка спирається також середні частини ресор-балансиров. Зубчаста передача від тягових електродвигунів двостороння, жорстка, косозуба; передавальне число становить 91:17 = 5,353. Діаметр коліс складає 1250 мм. Кожен візок має по два гальмівні циліндри діаметром 10 дюймів. Циліндр діє на чотири колодки однієї сторони візка (натискання колодок на двостороннє колеса). Візок обладнаний також двома рейковими електромагнітними гальмами, черевики яких опускаються при екстреному гальмуванні під дією поршнів пневматичних циліндрів.

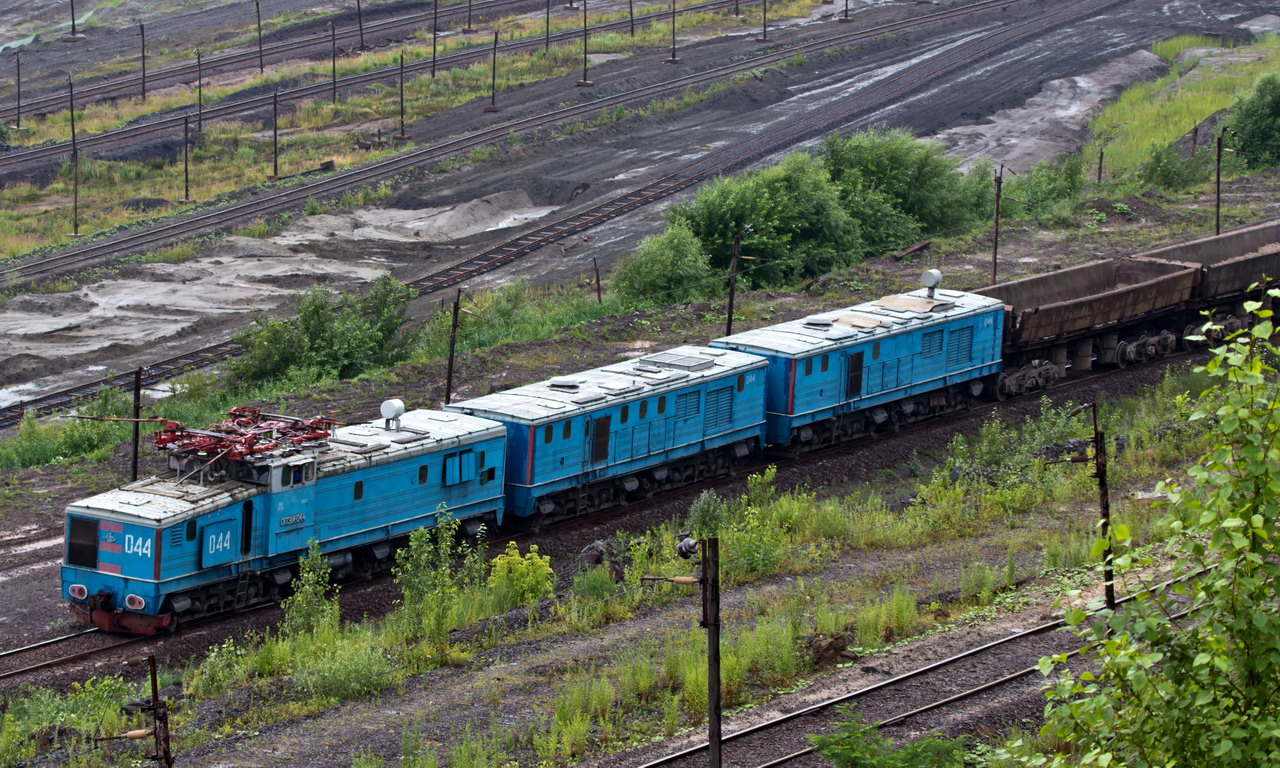
ОПЕ1А-044 з двома дизельними секціями

#### Електроустаткування
Вся основна електрична апаратура розташована всередині кузова під капотами електровоза управління, переважно під великим капотом у задній частині електровоза.

#### Дахове обладнання
На даху кабіни електровоза розташовані струмоприймачі двох типів - основні пантографні ТЛ-14М для струмознімання з верхнього контактного дроту та бічні ТБ-2М для струмознімання з бокового дроту в місцях навантаження. Опорні ізолятори струмоприймачів частково розташовані над капотами. Робоча висота основного струмоприймача від рівня головки рейки – 5500 – 7000 мм, бічного – 4500 – 5300 мм; робоча ширина бічного від осі колії - 3200 - 4000 мм. На великому капоті над трансформатором встановлено однополюсний повітряний вимикач типу ВВВ-10/1000, який використовується як головний вимикач для оперативних та аварійних відключень електрообладнання агрегату.

#### Перетворювачі енергії
На електровозі встановлено трансформатор ОДЦЕ-8000/10 масою 9000 кг та номінальною потужністю 7338 кіловольт-ампер. Дві тягові обмотки, кожна з яких розділена на чотири секції, розраховані на номінальну напругу 1900 В, обмотки власних потреб - на напруги 250, 400 і 625 В. Для безструмового перемикання вторинної обмотки силового трансформатора служить розташований над ним головний контролер ЕКГ-2. Дві випрямно-перетворювальні установки ВПБ-6000-У2 з діодами В2-320 та тиристорами Т2-320 дозволяють плавно змінювати випрямлену напругу за допомогою блоку управління БУ39Д. Плавне тиристорне регулювання напруги в межах кожної з чотирьох зон здійснюється шляхом зміни кута відкриття тиристорів, включених у розщеплені плечі мостів випрямно-перетворювальної установки. Прямий і зворотний переходи між зонами виробляються при безструмовому комутації контактів головного контролера. На електровозі передбачено також автоматичний перехід на самозбудження при аварійному знятті напруги.

#### Тягові електродвигуни
На електровозі, дизельній секції та моторних думпкарах встановлені такі ж, як на агрегатах ОПЕ2 та ПЕ2М, чотириполюсні тягові електродвигуни ДТ-9Н, які, крім додаткових полюсів, мають компенсаційні обмотки. Обмотки полюсів тягових електродвигунів мають ізоляцію класу F, обмотки якоря та компенсаційна — класу В. Маса електродвигуна 4600 кг, витрата повітря, що охолоджує, 95 м³/хв. Так як на агрегатах ОПЭ1А і ОПЭ2 ці двигуни працюють на пульсуючому струмі і збудженням 98%, їх параметри дещо змінилися проти ПЭ2М. При напрузі на затискачах 1500 В годинному режимі потужність електродвигуна становить 455 кВт при струмі 330 ампер і частоті обертання 665 оборотів в хвилину; в тривалому - 418 кВт при струмі 300 ампер і частоті 685 об/хв.

#### Електричне гальмування
На тягових агрегатах ОПЕ1А застосовується поряд з магніторельсовим застосовується реостатне гальмування, для гасіння енергії при реостатному гальмуванні встановлюється блок гальмівних резисторів БТР-170Д, який максимально уніфікований з встановлюваному на тягових агрегатах постійного струму ПЕ2Мор м секцій. Оскільки на електровозах змінного струму існує можливість безструмового регулювання напруги на тягових електродвигунах за рахунок перемикання обмоток трансформатора, порівняно з електровозами постійного струму ПЕ2 резистори як пускові не використовуються. Регулювання струму збудження здійснюється плавно від випрямно-перетворювальної установки в межах першої зони аналогічно до тягового режиму, при цьому обмотки збудження всіх електродвигунів з'єднані послідовно, а обмотки якорів включені на індивідуальні нерегульовані резистори.

#### Допоміжні машини
На електровозі тягового агрегату ОПЕ1А встановлені два мотор-компресори, чотири мотор-вентилятори для охолодження гальмівних резисторів та шість мотор-вентиляторів для охолодження тягових електродвигунів. Один мотор-компресор також є на дизельній секції. Мотор-компресор складається з електродвигуна пульсуючого струму ДТ-53 (потужність – 50 кВт, напруга – 550 В, струм – 105 А, частота обертання – 800 об/хв) та компресора КТ-6Ел. Вентилятори охолодження гальмівних резисторів наводяться електродвигунами пульсуючого струму ЕТВ-20М2, як і на тягових агрегатах ПЕ2; вентилятори тягових електродвигунів — асинхронними трифазними електродвигунами АЕ-92-4, що використовуються також на тягових агрегатах ОПЕ1 та деяких магістральних електровозах змінного струму.
Управління тяговим агрегатом здійснюється з кабіни машиніста електровоза керування. Електричні схеми тягового агрегату дозволяють у необхідних випадках електровозу керування працювати самостійно або з одним моторним думпкаром. Для керування електровозом служить контролер машиніста КМЕ-8Д з головним та реверсивним перемикачами. Головний перемикач, що наводиться штурвалом на пульті машиніста, має дев'ять фіксованих позицій від 0 до 8, що відповідають початку або кінцю однієї з чотирьох зон регулювання напруги. При повороті штурвала від початку до кінця зони напруга на тягових електродвигунах плавно збільшується.

#### Дизель генератор
На дизельній секції автономного живлення встановлено дизельний двигун ЗА-6Д49 (8ЧН 26/26) номінальною потужністю 1103 кВт (1500 к.с.). Дизель обертає генератор постійного струму ГП-319А номінальною потужністю 955 кВт (струм — 1845/1100 А, напруга — 516/870 В, номінальна частота обертання — 1000 об/хв), збудник В-600А (10,8 кВт, 12 В, 90 А, 2030 об/хв) для живлення обмотки збудження ГП-319А та допоміжний генератор ГП-405 (15 кВт, 75 В, 136 А, 700/2030 об/хв), який живить ланцюги управління, освітлення та заряджає акумуляторну батарею 32ТН-450 В автономному режимі тяговий агрегат при пуску до швидкості 7,2 км/год розвиває силу тяги 373 кН (38 тс), при швидкості 20 км/год - 147 кН (15 тс).